# 尾状突起
尾状突起（びじょうとっき; 英：tail、hindwing tail）は、鱗翅目の後翅の縁が長く伸長した部位のこと。鱗翅目のさまざまなグループで見られるが、その形態は多様であり、機能も異なると考えられている。

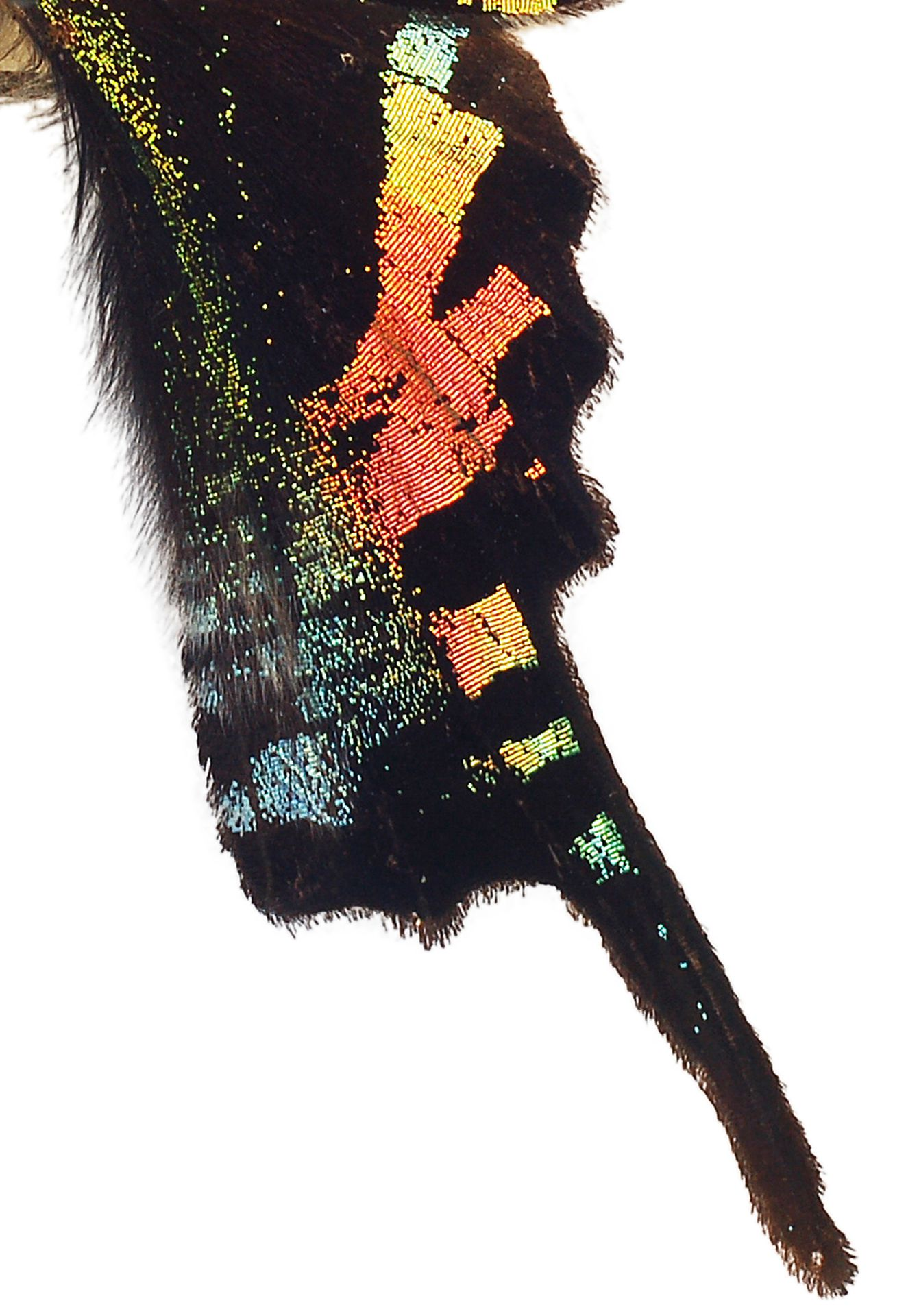
Urania sloanusの後翅

## 多様性
いっぱんに昆虫の翅は縁の凹凸が少なく滑らかなものが多いが、鱗翅目の翅は例外的にさまざまな翅形を示し、前翅先端がつよく突出・湾曲したり外縁部が波打ったりするなど縁が滑らかでないものも多く見られる。中でも後翅外縁部が尾状に突出する尾状突起はよく知られている。
尾状突起は鱗翅目の複数のグループで見られる。とくにアゲハチョウ科 Papilionidae のものがよく知られるが、シロチョウ科 Pieridae 以外のチョウ、シャクガ上科 Geometroidea、カイコガ上科 Bombycoidea、マダラガ上科 Zygaenoidea などにも発達した尾状突起を有する種が属する。尾状突起の位置や形状もさまざまである。たとえば、アゲハチョウ上科 Papilionoidea やツバメガ科 Uraniidae には二対以上の尾状突起を有する種も多い。ヤママユガ科 Saturniidae には非常に細長い尾状突起をもつものがおり、リボンマダラガ科 Himantopteridae からは、後翅全体が細長く変形して糸状に近くなる種も知られている。尾状突起は基本的に内部に翅脈を伴うことで支持されるが、どの翅脈が尾状突起と関係するかにも多様性がある。チョウの場合、下に示すように科ごとにある程度の傾向が見られる。
| 科 和名        | 科 学名      | 尾状突起と関連する翅脈 |
| -------------- | ------------ | --- |
| シジミチョウ科 | Lycaenidae   | M3脈、Cu1脈、Cu2脈の三本の翅脈が関係する。尾状突起を支持するのはCu1脈および／あるいはCu2脈である場合が多いが、翅脈が突起の先端まで達さず、基部のみしか支持されていないものも多い。 |
| タテハチョウ科 | Nymphalidae  | M2脈から2A脈までの五本の翅脈が関係する。尾状突起を支持するのはM3脈がもっとも多く、次にCu2脈が多く、その他の翅脈によって支持されるものはすくない。                                  |
| アゲハチョウ科 | Papilionidae | M1脈から2A脈までの六本の翅脈が関係するが、ほとんどの場合、尾状突起はM3脈によって支持される。                                                                                       |
| シロチョウ科   | Pieridae     | 尾状突起をもつ種は非常にすくない。尾状突起はM3脈、Cu1脈、2A脈のいずれかによって支持される。                                                                                        |
| シジミタテハ科 | Riodinidae   | Rs脈、M1脈、M3脈、Cu1脈、Cu2脈の五本の翅脈が関係する。尾状突起を支持するのはおもにM3脈からCu2脈までの三本の翅脈である。Rs脈によって支持される尾状突起はチョウの中でもめずらしい。  |
| セセリチョウ科 | Hesperiidae  | 臀脈（Anal vein）によってのみ尾状突起が支持される。 |

互いに遠縁関係にある複数の科で見られ、形態学的にも多様であるため、鱗翅目の尾状突起は複数の系統が独立して獲得した、進化的起源の異なる同形形質であると考えられる。科内においても同様で、たとえばヤママユガ科においては長い尾状突起が少なくとも四回、短い尾状突起が最低三回独立して進化したと考えられている。上述のように科によってある程度の傾向が見られる場合があるため、なんらかの遺伝的制約の存在が示唆されるものの、基本的に科レベルの祖先形質とは見なされない。種内でも尾状突起にかんする多型が見られる例もあり、たとえばヤママユガ科ではオスの尾状突起がメスのものより長い、性的二形を示す種が知られる。ナガサキアゲハ Papilio memnon では、オスは尾状突起をもたないが、メスは尾状突起を有するものと有さないものの二種類の表現型が見られる。

## 形成
尾状突起をはじめとする鱗翅類の多様な翅形は、幼虫期の翅の原基には見られず、蛹期の特定の時期に翅の周縁部でプログラム細胞死が発生することによって、あたかも紙を切り取るようにして形成される。この翅形形成過程はエクダイソンによって誘導されることが分かっているほか、関与する遺伝子群にかんしても研究が進められている。また、尾状突起が翅のどの位置に形成されるかは前後軸の形成と関連しており、関与する転写因子にかんしても研究が行われている。

## 適応的意義
形態的に多様な尾状突起は、その適応的意義にかんしても多様であると考えられる。尾状突起を有するいくつかの分類群にかんしては生態学的研究が行われており、いずれも尾状突起が捕食回避のためになんらかの役割を果たしていることが示されている。ここではアゲハチョウ科、シジミチョウ科、ヤママユガ科の尾状突起の機能にかんする研究を紹介する。
アゲハチョウ科
Park et al. (2010) は、Graphium policenes の標本をもとに作成されたモデルを用いて風洞実験を行い、アゲハチョウ科の尾状突起が揚抗比を高め、滑空性能を向上させる空力的な効果を発生させていることを実験的に確かめている。滑空性能の向上は捕食者から逃げるために役立つと考えられるが、アゲハチョウ科の尾状突起はアゲハチョウ属 Papilio に限っても多様であり、ベイツ型擬態などの他の捕食回避戦略と関連する例もあると考えられている。
シジミチョウ科
シジミチョウ科の尾状突起にかんしては、一部の種において眼状紋をともなう尾状突起とその周辺部位が頭部によく似て見えることから、それらが視覚的な「false head（偽の頭）」として捕食回避のために機能しているとする説がよく知られている。この「偽の頭」が実際にどのようなメカニズムで機能しているのかにかんしても議論があり、中でも Robbins (1981) によって示された「チョウの頭部を狙って攻撃する捕食者に対して、尾状突起を頭部と誤認させることで身を守る」という「deflection（反らし）効果」仮説が有力視されているが、実証研究の例はすくない。近年の研究として、Bartos & Minias (2016) はスクリーンに投影された仮想的な獲物をハエトリグモの一種 Yllenus arenarius に襲わせる実験を行い、ハエトリグモが通常は獲物の頭部を積極的に攻撃するが、偽の頭を後端に追加した場合はそちらに誘導されるようになることを実験的に確かめた。一方で López-Palafox & Cordero (2017) は、Callophrys xami の尾状突起を保持した群と除去した群をそれぞれカマキリの一種 Stagmomantis limbata に襲わせる実験を行い、両群間でチョウの生存率に有意差が見られなかったことを示している。シジミチョウ科の中には頭部とそれほど似て見えない尾状突起を有する種も知られており、尾状突起を介した本科の捕食回避には複雑な要因が関与している可能性が指摘されている。
ヤママユガ科
夜行性のヤママユガ科にとってコウモリは重要な天敵であり、ヤママユガ科に見られる尾状突起がコウモリからの捕食を逃れるための適応である可能性が議論されている。RUBIN et al. (2018) は、長い尾状突起をもつ Actias luna や Argema mimosae、尾状突起をもたない Antheraea polyphemus の尾状突起を切除したり接着したりする実験によって尾状突起の捕食回避効果を評価し、尾状突起が長くなるほどガがコウモリの攻撃から逃げ延びる確率が高まる傾向を認めている。尾状突起による捕食回避は、コウモリが反響定位に用いる超音波の反射を攪乱して音響的な錯覚を生じさせ、コウモリの攻撃を頭や胴から離れた位置にある後翅後端付近に向かわせることで成立すると考えられる。この研究において、尾状突起の切除や接着によるガの飛行能力の変化は認められなかったが、ヤママユガ科には捕食回避効果が不確かな 10mm 以下のごく短い尾状突起を有する種もおり、夜行性ガ類とコウモリとの進化的軍拡競争を考えるうえでもさらなる研究が必要とされている。

## ギャラリー

尾状突起をもつ種の例
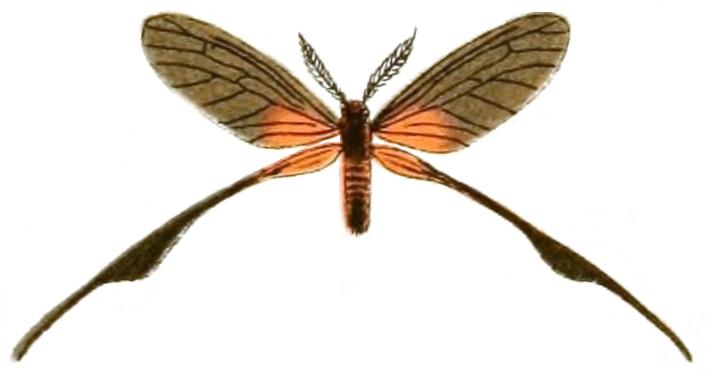
Pseudothymara staudingeri（リボンマダラガ科）図版
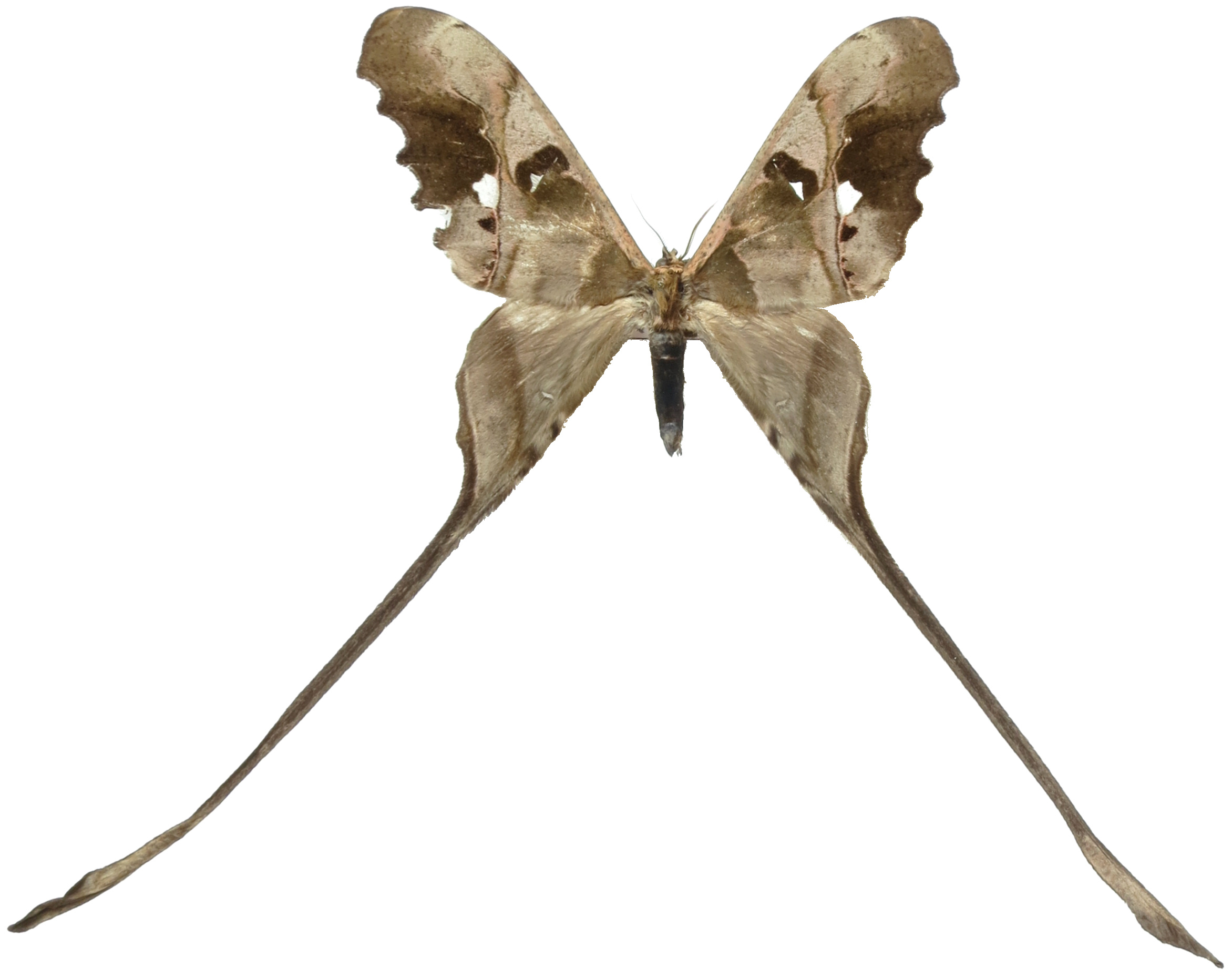
Copiopteryx jehovah（ヤママユガ科）, 仏領ギアナ
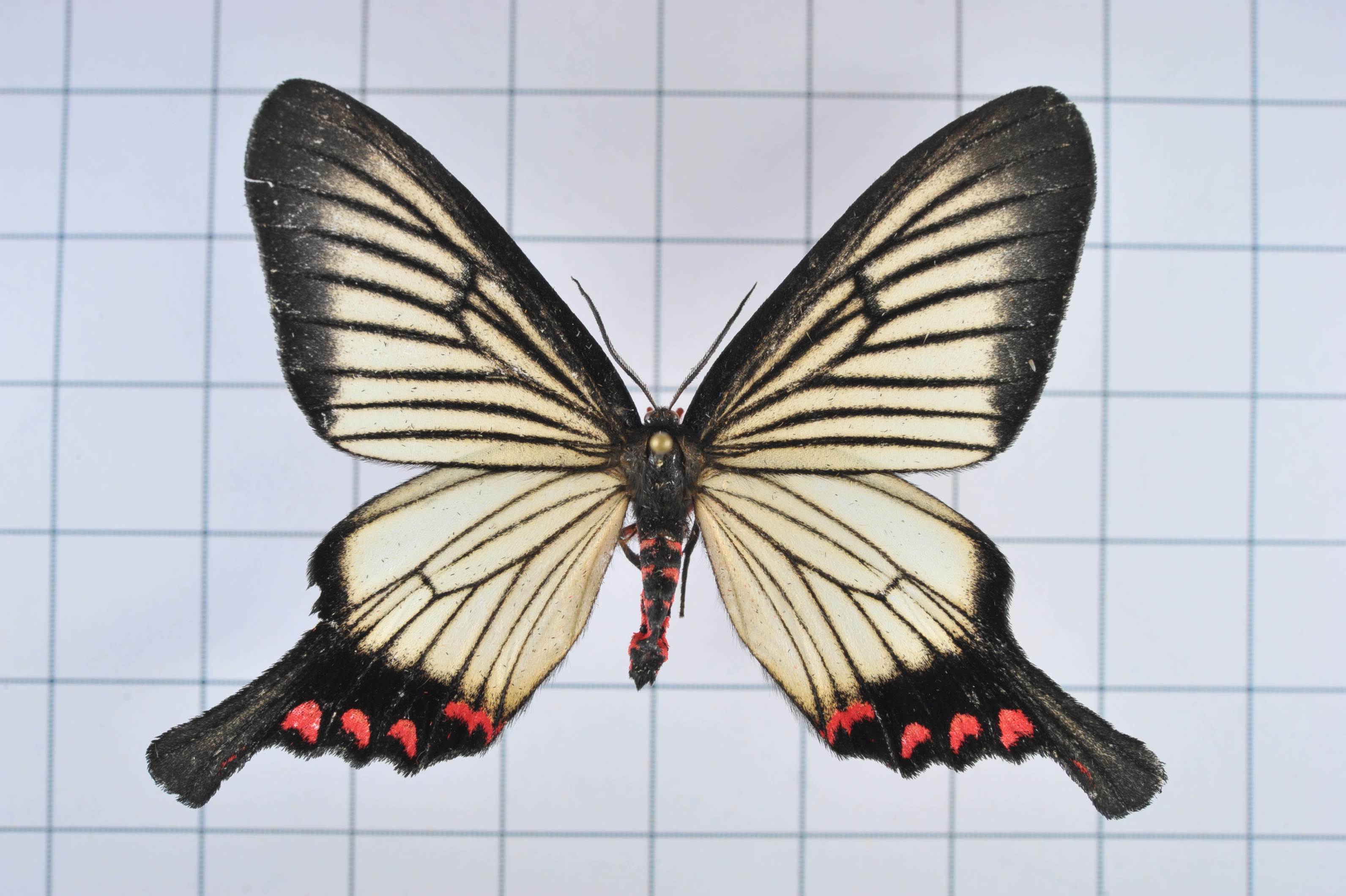
アゲハモドキ Epicopeia hainesii（アゲハモドキガ科）, 台湾
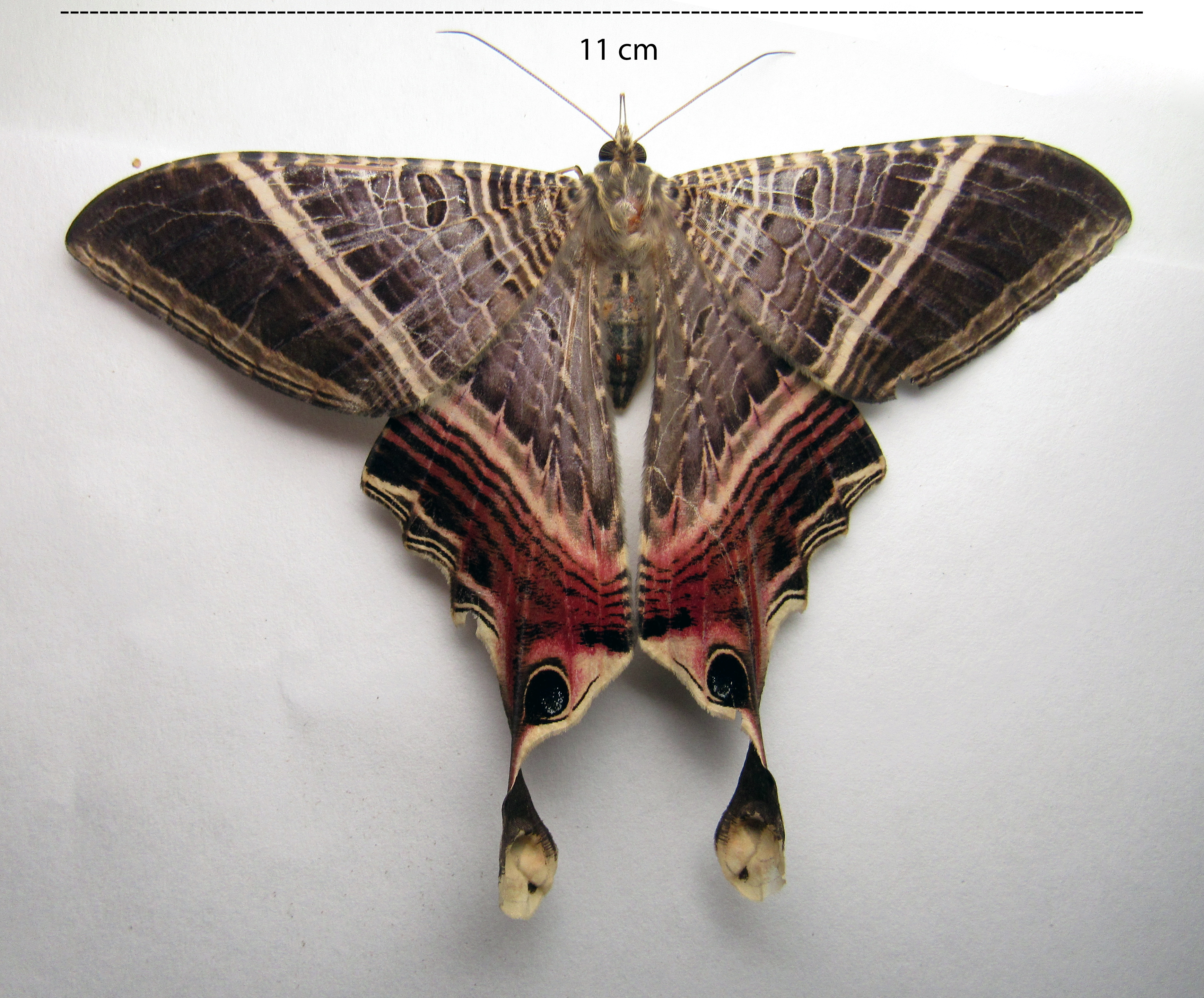
Mania lunus（ニセツバメガ科 Sematuridae）
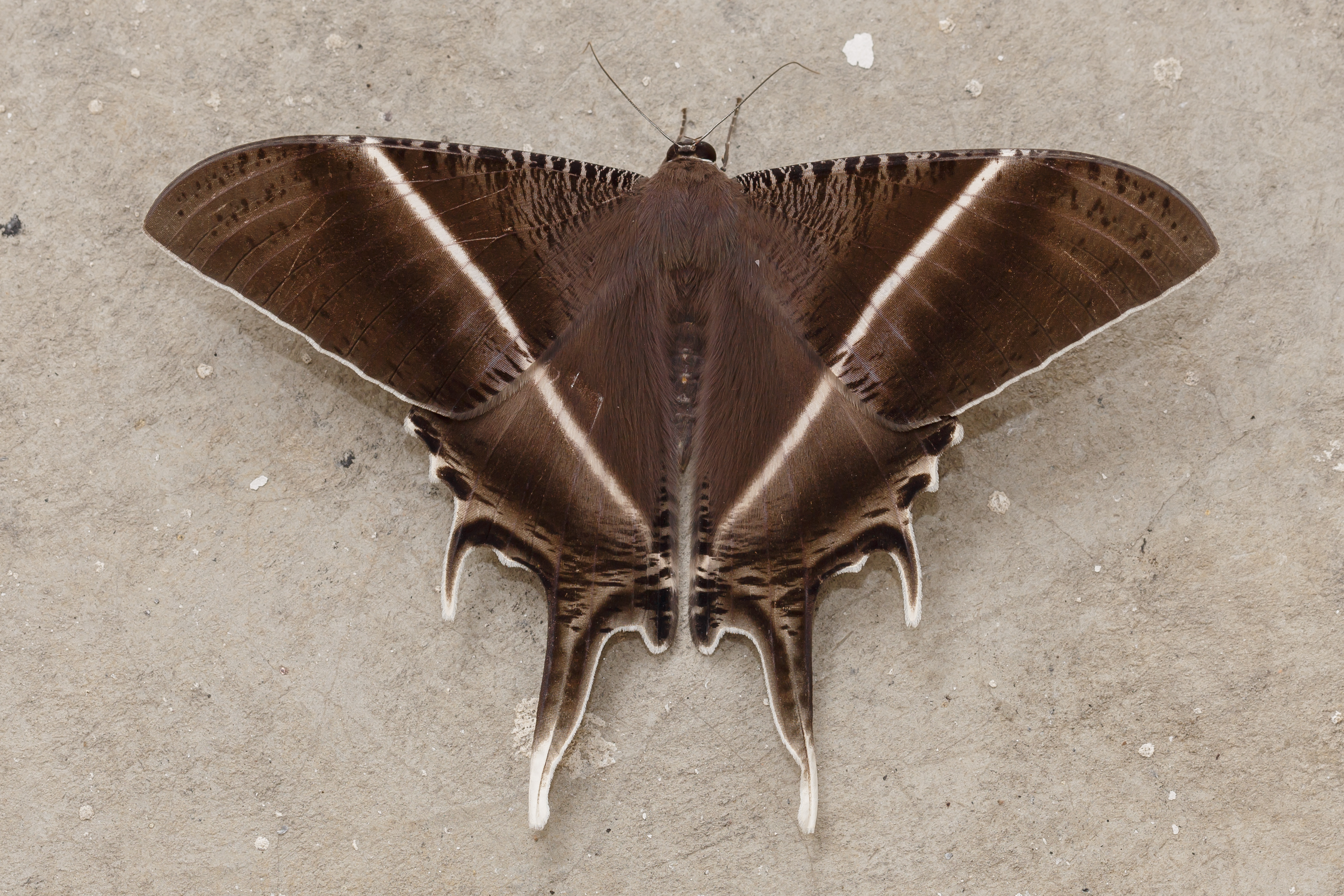
オオツバメガ Lyssa zampa（ツバメガ科）, マレーシア
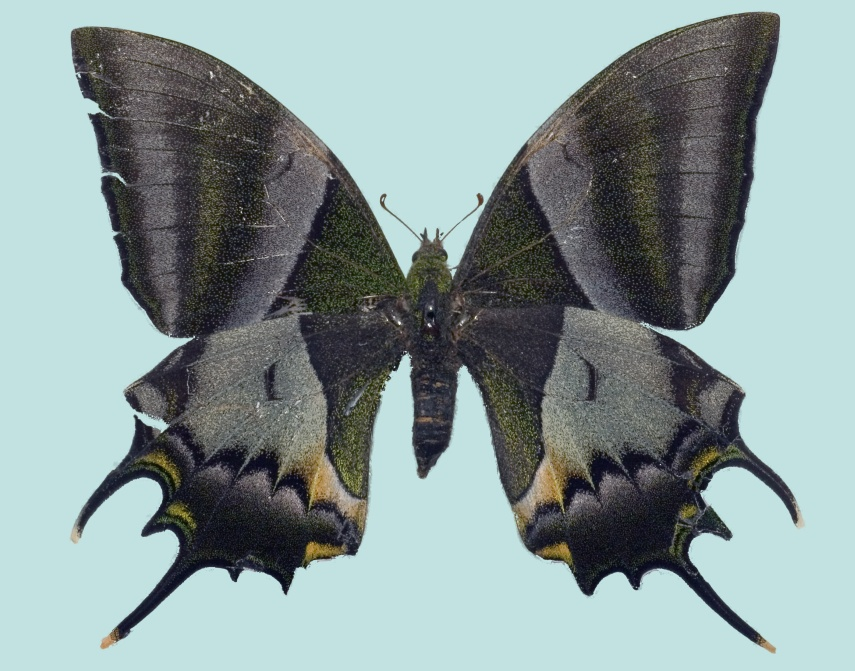
テングアゲハ Teinopalpus imperialis（アゲハチョウ科）♀
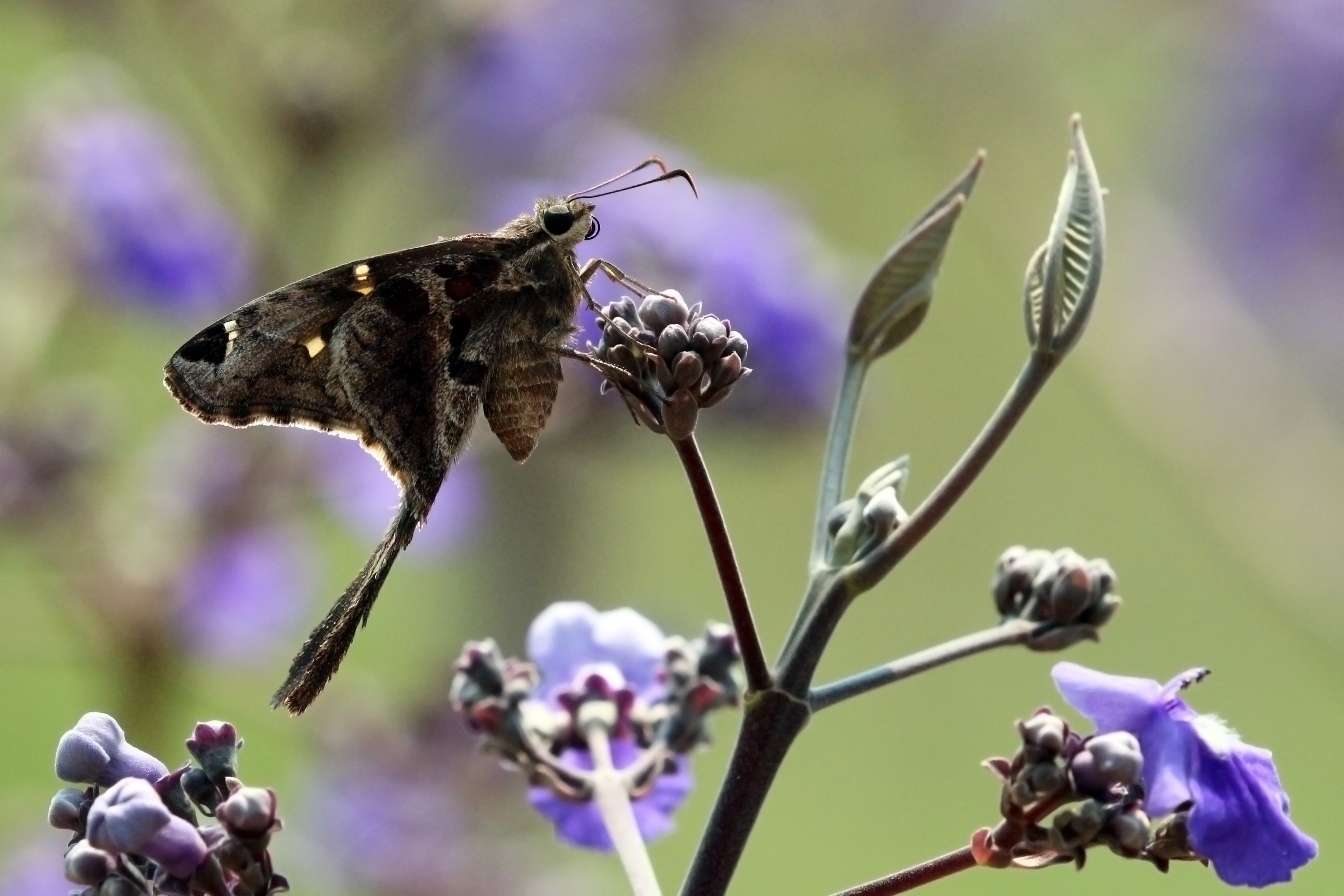
Chioides catillus（セセリチョウ科）, ブラジル
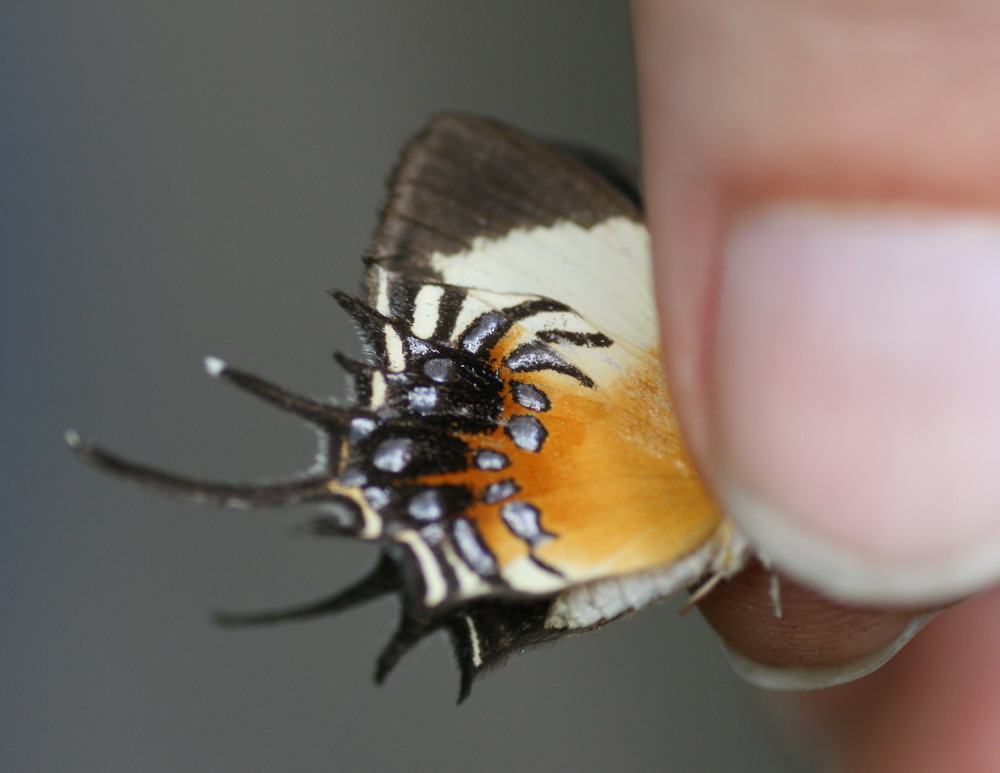
Helicopis gnidus（シジミタテハ科）, ペルー
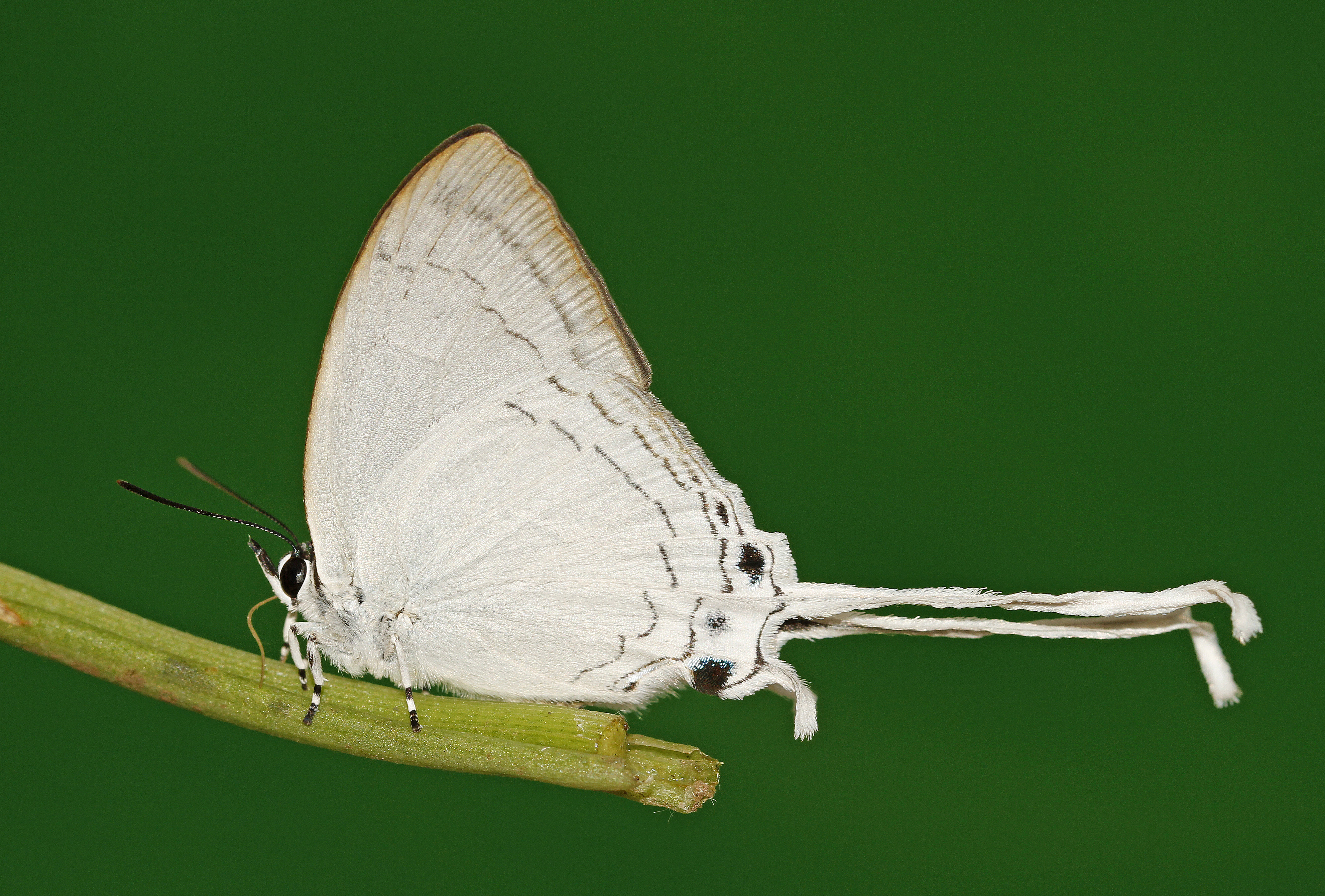
Cheritra freja butleri（シジミチョウ科）, インド
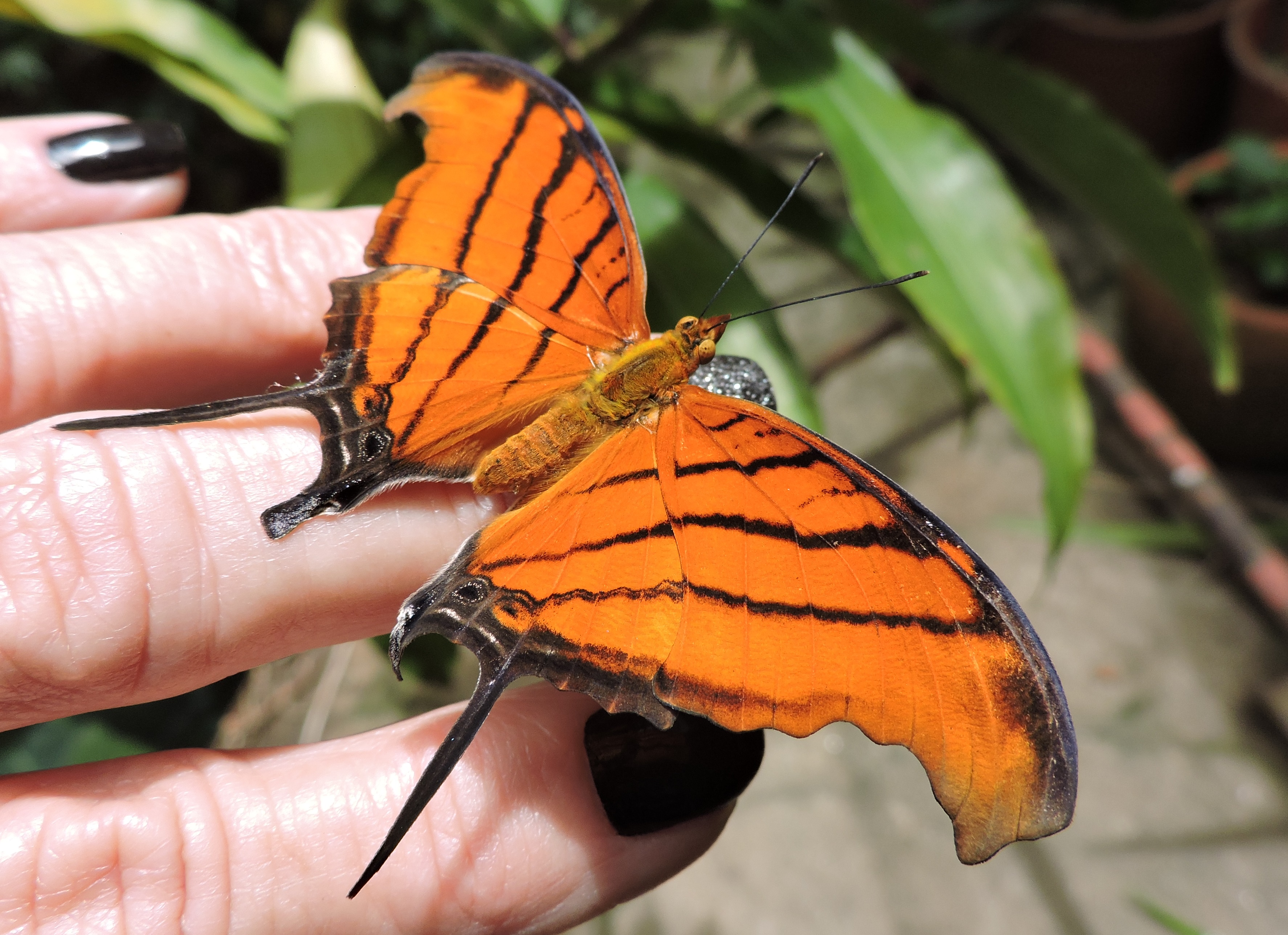
Marpesia petreus（タテハチョウ科）, ペルー

### 和文
- 網野, 海 (2020年). “シジミチョウ科におけるFALSE HEAD仮説をめぐる議論と検証”. 東京大学 農学部 応用昆虫学研究室 公式ウェブサイト 2. 2021年11月28日閲覧。

- 槐, 真史（編）『ポケット図鑑日本の昆虫1400 1.チョウ・バッタ・セミ』文一総合出版、2013年、1-319頁。ISBN 978-4-8299-8302-7。

- 藤原, 晴彦 (2002). “エクダイソンによる昆虫の翅形成の制御”. 日本比較内分泌学会ニュース. 特集 比較内分泌学における新しい展開 -ホルモンの昆虫科学- 2002 (104):  6-13. doi:10.5983/nl2001jsce.2002.104_6. ISSN 1347-5045.

- “3.変態の分子機構： 昆虫ホルモンによる翅形成の制御機構”. 東京大学大学院 新領域創成科学研究科 先端生命科学専攻 遺伝システム革新学分野.   東京大学大学院 新領域創成科学研究科 先端生命科学専攻. 2021年12月27日閲覧。

- Bittel, Jason (2018年7月10日). “コウモリを錯覚させて逃げるガ、進化の謎を解明 独特の尾で音をかく乱、錯覚めぐる進化の重要性を示唆”. ナショナルジオグラフィック日本版. 2021年12月29日閲覧。

### 英文
- Barber, Jesse R.; Leavell, Brian C.; Keener, Adam L.; Breinholt, Jesse W.; Chadwell, Brad A.; McClure, Christopher J.W.; Hill, Geena M.; Kawahara, Akito Y. (2015). “Moth tails divert bat attack: Evolution of acoustic deflection”. PNAS 112 (9):  2812-2816. doi:10.1073/pnas.1421926112.

- Bartos, Maciej; Minias, Piotr (2016). “Visual cues used in directing predatory strikes by the jumping spider Yllenus arenarius (Araneae, Salticidae)”. Animal Behaviour 120:  51-59. doi:10.1016/j.anbehav.2016.07.021.

- Komata, Shinya; Lin, Chung-Ping; Iijima, Takuro; Fujiwara, Haruhiko; Sota, Teiji (2016). “Identification of doublesex alleles associated with the female-limited Batesian mimicry polymorphism in Papilio memnon”. Scientific Reports 6:  34782. doi:10.1038/srep34782.

- Kristensen, Niels P. (2003). “4. Skeleton and muscles: adults”. In Kristensen, Niels P.(ed.). Teilband/Part 36 Vol 2: Morphology, Physiology, and Development. Handbook of Zoology / Handbuch der Zoologie. De Gruyter. pp. 39-132. doi:10.1515/9783110893724.39

- Le Roy, Camille; Debat, Vincent; Llaurens, Violaine (2019). “Adaptive evolution of butterfly wing shape: from morphology to behaviour”. Biological Reviews 94 (4):  1261-1281. doi:10.1111/brv.12500.

- López-Palafox, Tania G.; Cordero, Carlos R. (2017). “Two-headed butterfly vs. mantis: do false antennae matter?”. PeerJ 5:  e3493. doi:10.7717/peerj.3493. PMC 5483043. PMID 28652941.

- McKenna, Kenneth Z.; Kudla, Anna M.; Nijhout, H. Frederik (2020). “Anterior–Posterior Patterning in Lepidopteran Wings”. Frontiers in Ecology and Evolution 8:  146. doi:10.3389/fevo.2020.00146.

- Owens, H.L.; Lewis, D.S.; Condamine, F.L.; Kawahara, A.Y.; Guralnick, R.P. (2020). “Comparative Phylogenetics of Papilio Butterfly Wing Shape and Size Demonstrates Independent Hindwing and Forewing Evolution”. Systematic Biology 69 (5):  813-819. doi:10.1093/sysbio/syaa029.

- Park, H.; Bae, K.; Lee, B.; Jeon, W.-P.; Choi, H. (2010). “Aerodynamic Performance of a Gliding Swallowtail Butterfly Wing Model”. Experimental Mechanics 50:  1313-1321. doi:10.1007/s11340-009-9330-x.

- Robbins, Robert K. (1981). “The "False Head" Hypothesis: Predation and Wing Pattern Variation of Lycaenid Butterflies”. The American Naturalist 118 (5):  770-775. doi:10.1086/283868.

- RUBIN, JULIETTE J.; HAMILTON, CHRIS A.; MCCLURE, CHRISTOPHER J.W.; CHADWELL, BRAD A.; KAWAHARA, AKITO Y.; BARBER, JESSE R. (2018). “The evolution of anti-bat sensory illusions in moths”. SCIENCE ADVANCES 4 (7):  eaar7428. doi:10.1126/sciadv.aar7428.